# Lissoplaga alba
Lissoplaga alba är en fjärilsart som beskrevs av Bartlett-calvert 1893. Lissoplaga alba ingår i släktet Lissoplaga och familjen mätare. Inga underarter finns listade i Catalogue of Life.